# Équipe de Tunisie de football en 2021
L'équipe de Tunisie de football participe en 2021 aux qualifications pour la CAN 2022 et aux éliminatoires de la coupe du monde 2022.

## Déroulement de la saison

### Objectifs
L'objectif principal pour cette saison 2021, fixé par la Fédération tunisienne de football, est de se qualifier pour la coupe du monde 2022 au Qatar et de remporter la coupe arabe de la FIFA 2021.

### Résumé de la saison
À la suite de la qualification de la Tunisie à la CAN 2021 au Cameroun, les Aigles de Carthage disputent leurs premiers matchs de la saison face à la Libye à Benghazi et face à la Guinée équatoriale à Radès. Deux matchs amicaux s'annoncent au menu des Aigles de Carthage : la Tunisie doit jouer contre la RDC le 5 juin puis contre l'Algérie.

### Matchs
| Date             | Stade                                               | Adversaire          | Comp         | Score | Buteurs tunisiens                                       |
| ---------------- | --------------------------------------------------- | ------------------- | ------------ | ----- | ------------------------------------------------------- |
| 25 mars 2021     | Stade des martyrs de février (en), Benghazi, Libye  | Libye               | QCAN 2021    | 2-5   | Skhiri 39e, Jaziri 48e 93e, Dräger 51e, Ben Slimane 84e |
| 28 mars 2021     | Stade olympique de Radès, Radès, Tunisie            | Guinée équatoriale  | QCAN 2021    | 2-1   | Jaziri 4e                                               |
| 5 juin 2021      | Stade olympique de Radès, Radès, Tunisie            | RD Congo            | Match amical | 1-0   | Sliti 45e                                               |
| 11 juin 2021     | Stade olympique de Radès, Radès, Tunisie            | Algérie             | Match amical | 0-2   | —                                                       |
| 15 juin 2021     | Stade olympique de Radès, Radès, Tunisie            | Mali                | Match amical | 1-0   | Ben Slimane 90e                                         |
| 3 septembre 2021 | Stade olympique de Radès, Radès, Tunisie            | Guinée équatoriale  | QCM 2022     | 3-0   | Bronn 54e, Skhiri 78e, Khazri 82e (pen.)                |
| 7 septembre 2021 | Stade Levy Mwanawasa, Ndola, Zambie                 | Zambie              | QCM 2022     | 0-2   | Khazri 8e (pen.), Ben Slimane 90+2e                     |
| 7 octobre 2021   | Stade olympique de Radès, Radès, Tunisie            | Mauritanie          | QCM 2022     | 3-0   | Skhiri 15e, Khazri 42e, Jaziri 86e                      |
| 10 octobre 2021  | Stade olympique, Nouakchott, Mauritanie             | Mauritanie          | QCM 2022     | 0-0   | —                                                       |
| 13 novembre 2021 | Nuevo Estadio de Malabo, Malabo, Guinée équatoriale | Guinée équatoriale  | QCM 2022     | 1-0   | —                                                       |
| 16 novembre 2021 | Stade olympique de Radès, Radès, Tunisie            | Zambie              | QCM 2022     | 3-1   | Laïdouni 18e, Dräger 31e, Maaloul 43e                   |
| 30 novembre 2021 | Stade Ahmed-ben-Ali, Al Rayyan, Qatar               | Mauritanie          | CA FIFA 2021 | 5-1   | Jaziri 39e 45+2e, Ben Larbi 41e 51e, Msakni 90+1e       |
| 3 décembre 2021  | Stade Al Bayt, Al-Khor, Qatar                       | Syrie               | CA FIFA 2021 | 2-0   | —                                                       |
| 6 décembre 2021  | Stade d'Al-Thumama, Doha, Qatar                     | Émirats arabes unis | CA FIFA 2021 | 1-0   | Jaziri 10e                                              |
| 10 décembre 2021 | Education City Stadium, Al Rayyan, Qatar            | Oman                | CA FIFA 2021 | 2-1   | Jaziri 16e, Msakni 69e                                  |
| 15 décembre 2021 | Stade 974, Doha, Qatar                              | Égypte              | CA FIFA 2021 | 1-0   | —                                                       |
| 18 décembre 2021 | Stade Al Bayt, Al-Khor, Qatar                       | Algérie             | CA FIFA 2021 | 0-2   | —                                                       |

### Qualification à la CAN 2022
| Rang | Équipe             | Pts | J | G | N | P | Bp | Bc | Diff |  | Résultats (▼ dom., ► ext.) |     |     | \|  |     |
| ---- | ------------------ | --- | - | - | - | - | -- | -- | ---- |  | -------------------------- | --- | --- | --- | --- |
| 1    | Tunisie            | 16  | 6 | 5 | 1 | 0 | 14 | 5  | +9   |  | Tunisie                    |     | 2-1 | 1-0 | 4-1 |
| 2    | Guinée équatoriale | 9   | 6 | 3 | 0 | 3 | 7  | 7  | 0    |  | Guinée équatoriale         | 0-1 |     | 1-0 | 1-0 |
| 3    | Tanzanie           | 7   | 6 | 2 | 1 | 3 | 5  | 6  | -1   |  | Tanzanie                   | 1-1 | 2-1 |     | 1-0 |
| 4    | Libye              | 3   | 6 | 1 | 0 | 5 | 7  | 15 | -8   |  | Libye                      | 2-5 | 2-3 | 2-1 |     |

### Qualification à la coupe du monde 2022
| Rang | Équipe             | Pts | J | G | N | P | Bp | Bc | Diff |  | Résultats (▼ dom., ► ext.) |     |     |     |     |
| ---- | ------------------ | --- | - | - | - | - | -- | -- | ---- |  | -------------------------- | --- | --- | --- | --- |
| 1    | Tunisie            | 13  | 6 | 4 | 1 | 1 | 11 | 2  | +9   |  | Tunisie                    |     | 3-0 | -   | 3-0 |
| 2    | Guinée équatoriale | 10  | 5 | 3 | 1 | 1 | 5  | 4  | +1   |  | Guinée équatoriale         | 1-0 |     | 2-0 | 1-0 |
| 3    | Zambie             | 7   | 5 | 2 | 1 | 2 | 7  | 6  | +1   |  | Zambie                     | 0-2 | 1-1 |     | 4-0 |
| 4    | Mauritanie         | 1   | 5 | 0 | 1 | 4 | 1  | 10 | -9   |  | Mauritanie                 | 0-0 | -   | 1-2 |     |

### Classement FIFA 2021
Le tableau ci-dessous présente les coefficients mensuels de l'équipe de Tunisie publiés par la FIFA durant l'année 2021.
| Mois | Janvier | Février | Mars | Avril | Mai | Juin | Juillet | Août | Septembre | Octobre | Novembre | Décembre |
| Rang | 26      | 26      | 26   | 26    | 26  |      |         |      |           |         |          |          |

### Classement de la CAF
Le tableau ci-dessous présente les coefficients mensuels de l'équipe de Tunisie dans la CAF publiés par la FIFA durant l'année 2021.
| Mois | Janvier | Février | Mars | Avril | Mai | Juin | Juillet | Août | Septembre | Octobre | Novembre | Décembre |
| Rang | 2       | 2       | 2    | 2     | 2   |      |         |      |           |         |          |          |